# Championnat d'Océanie de football des moins de 20 ans 2001
Navigation
Samoa 1998 Vanuatu/Fidji 2002
Le championnat d'Océanie de football des moins de 20 ans 2001 est la treizième édition du championnat de l'OFC des moins de 20 ans qui a eu lieu en Nouvelle-Calédonie et aux Îles Cook du 8 février au 4 mars 2001. L'équipe d'Australie, titrée il y a 2 ans, remet son titre en jeu. Le vainqueur se qualifie pour la prochaine Coupe du monde des moins de 20 ans, qui aura lieu en Argentine en 2001. 
Onze équipes prennent part à la compétition, il s'agit d'un record en nombre de participants, il y aurait même pu en avoir douze si l'équipe des Samoa américaines n'avait pas déclaré forfait.

## Équipes participantes
- Nouvelle-Calédonie - Coorganisateur
- Îles Cook - Coorganisateur
- Australie - Tenante du titre
- Nouvelle-Zélande
- Papouasie-Nouvelle-Guinée
- Tahiti
- Vanuatu
- Samoa
- Îles Salomon
- Tonga
- Fidji

## Résultats
Les 11 équipes participantes sont réparties en 2 poules. Au sein de la poule, chaque équipe rencontre ses adversaires une fois. À l'issue des rencontres, le premier de chaque groupe se qualifie pour la finale de la compétition, disputée en matchs aller et retour. 

### Groupe 1
- Les rencontres sont disputées à Nouméa, en Nouvelle-Calédonie.

|   | Équipe                    | Pts | J | G | N | P | BP | BC | Diff |
| - | ------------------------- | --- | - | - | - | - | -- | -- | ---- |
| 1 | Nouvelle-Zélande          | 12  | 4 | 4 | 0 | 0 | 7  | 2  | +5   |
| 2 | Îles Salomon              | 9   | 4 | 3 | 0 | 1 | 12 | 2  | +10  |
| 3 | Fidji                     | 6   | 4 | 2 | 0 | 2 | 4  | 4  | 0    |
| 4 | Tahiti                    | 3   | 4 | 1 | 0 | 3 | 9  | 15 | -6   |
| 5 | Nouvelle-Calédonie        | 0   | 4 | 0 | 0 | 4 | 4  | 13 | -9   |
| 6 | Samoa américaines forfait |     |   |   |   |   |    |    |      |

| 8 février 2001  | Nouvelle-Zélande | 3 | 1 | Tahiti             |
| 10 février 2001 | Nouvelle-Zélande | 2 | 1 | Nouvelle-Calédonie |
|                 | Fidji            | 2 | 1 | Tahiti             |
| 12 février 2001 | Nouvelle-Zélande | 1 | 0 | Îles Salomon       |
|                 | Fidji            | 2 | 1 | Nouvelle-Calédonie |
| 14 février 2001 | Nouvelle-Zélande | 1 | 0 | Fidji              |
|                 | Îles Salomon     | 8 | 1 | Tahiti             |
| 16 février 2001 | Îles Salomon     | 1 | 0 | Fidji              |
|                 | Tahiti           | 6 | 2 | Nouvelle-Calédonie |

### Groupe 2
- Les rencontres sont disputées à Rarotonga, dans les Îles Cook.

|   | Équipe                    | Pts | J | G | N | P | BP | BC | Diff |
| - | ------------------------- | --- | - | - | - | - | -- | -- | ---- |
| 1 | Australie                 | 15  | 5 | 5 | 0 | 0 | 46 | 0  | +46  |
| 2 | Vanuatu                   | 12  | 5 | 4 | 0 | 1 | 23 | 4  | +19  |
| 3 | Samoa                     | 6   | 5 | 2 | 0 | 3 | 6  | 22 | -16  |
| 4 | Îles Cook                 | 4   | 5 | 1 | 1 | 3 | 3  | 21 | -18  |
| 5 | Tonga                     | 4   | 5 | 1 | 1 | 3 | 3  | 21 | -18  |
| 6 | Papouasie-Nouvelle-Guinée | 3   | 5 | 1 | 0 | 4 | 5  | 18 | -13  |

| 15 février 2001 | Vanuatu   | 7  | 0 | Papouasie-Nouvelle-Guinée |
|                 | Îles Cook | 1  | 1 | Tonga                     |
|                 | Australie | 16 | 0 | Samoa                     |
| 17 février 2001 | Australie | 7  | 0 | Tonga                     |
|                 | Vanuatu   | 3  | 0 | Samoa                     |
|                 | Îles Cook | 0  | 4 | Papouasie-Nouvelle-Guinée |
| 20 février 2001 | Samoa     | 3  | 0 | Tonga                     |
|                 | Vanuatu   | 3  | 0 | Îles Cook                 |
|                 | Australie | 6  | 0 | Papouasie-Nouvelle-Guinée |
| 21 février 2001 | Australie | 13 | 0 | Îles Cook                 |
|                 | Vanuatu   | 10 | 0 | Tonga                     |
|                 | Samoa     | 3  | 1 | Papouasie-Nouvelle-Guinée |
| 23 février 2001 | Tonga     | 2  | 0 | Papouasie-Nouvelle-Guinée |
|                 | Samoa     | 0  | 2 | Îles Cook                 |
|                 | Australie | 4  | 0 | Vanuatu                   |

### Finale
| 28 février 2001 | Nouvelle-Zélande      | 2 - 1 | Australie       | North Harbour Stadium, Auckland               |                                               |
| 19:30           | Rowe 76e · Killen 86e |       | Gulesserian 21e | Spectateurs : 4 500 Arbitrage : Harry Attison | Spectateurs : 4 500 Arbitrage : Harry Attison |

| 4 mars 2001 | Australie                                 | 3 - 1 a.p. | Nouvelle-Zélande | International Sports Centre, Coffs Harbour |                            |
| 19:00       | Owens 37e · Milicevic 80e · McDonald 101e |            | Killen 17e       | Arbitrage : Ronan Leaustic                 | Arbitrage : Ronan Leaustic |

- L'Australie se qualifie (score cumulé 4-3) pour la prochaine Coupe du monde des moins de 20 ans.

## Sources et liens externes
- (en) Feuilles de matchs et infos sur RSSSF